# Sándor Wagner
|  | Aquest article tracta sobre el pintor hongarès. Si cerqueu el jugador d'escacs polonès, vegeu «Alexander Wagner». |

Sándor Wagner, citat de vegades com a Alexander Wagner, o Sándor von Wagner (16 d'abril de 1838 - 19 de gener de 1919), fou un pintor hongarès.

## Biografia

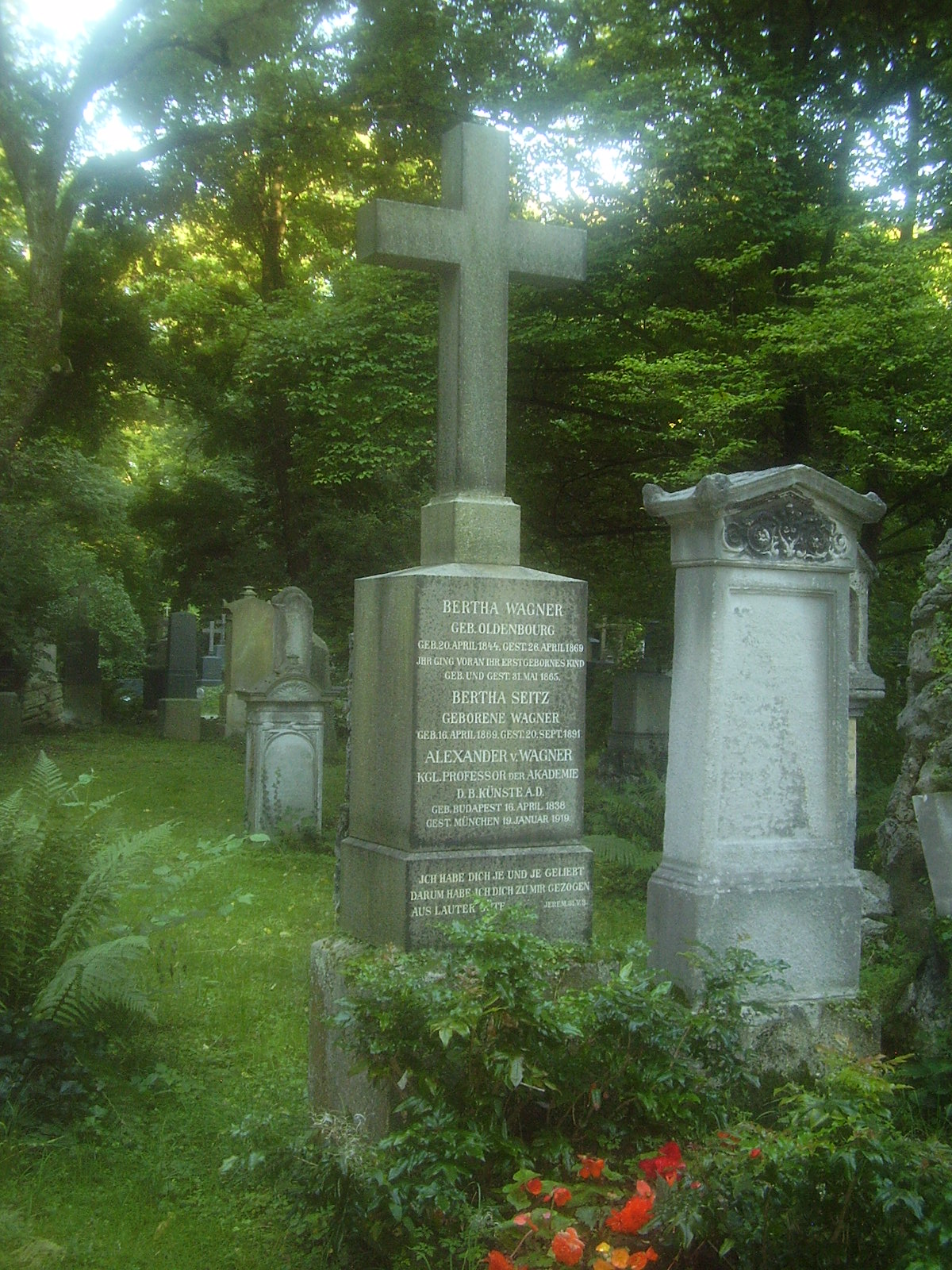
Tomba d'Alexander von Wagner a Múnic

Wagner va néixer a Pest. Després de graduar-se a l'Institut Reial de la seva ciutat natal a l'edat de dinou anys, ingressà a l'Acadèmia de Belles Arts de Viena, on fou deixeble de Henrik Weber. L'any següent, es canvià a l'Acadèmia Reial de Belles Arts a Múnic on fou deixeble del professor Karl von Piloty de 1856 a 1864. Des de 1869 a 1910 feu de professor d'història de la pintura a l'Acadèmia de Múnic. Els seus temes pintures d'història i escenes de vida hongaresa en particular. Un retrat de von Wagner pintat per Franz Lachner pertany a la col·lecció del Gebrüder-Lachner-Museum a Rain des de 2003. Entre els seus estudiants hi havia Pál Szinyei Merse, Emil Wiesel, Anton Ažbe, Franciszek Żmurko.
Von Wagner morí a Múnic, on està enterrat al cementiri vell del sud.